# Petra Haden
Petra Haden (nacida el 11 de octubre de 1971) es una violinista americana que ha formado parte de numerosas bandas a lo largo de su carrera, entre las que se incluyen The Decemberists, That Dog o The Rentals. Además, ha contribuido en grabaciones y actuaciones de grupos como Weezer, Foo Fighters, Beck, Mike Watt, Green Day o Jimmy Eat World.
La música viene en su sangre, ya que es hija del bajista de jazz Charlie Haden, quien tuvo más hijos además de Petra: sus hermanas trillizas Rachel Haden y Tanya Haden (con quienes Petra forma The Haden Triplets) y el bajista Josh Haden.
Petra Haden ha hecho una versión del disco de The Who titulado The Who Sell Out a capela, así como editar su único trabajo en solitario, llamado Imaginaryland, en 1999, justo antes de ser atropellada en Los Ángeles por lo que tuvo que retirarse de la interpretación durante siete meses. Además, Haden toca el violín en la canción "Sentimental Tune", de Tegan and Sara, de su álbum Sainthood, que salió a la venta el 27 de octubre de 2009. En el año 2013 saca a la venta su segundo álbum "Petra Goes To The Movies", una incursión en los grandes éxitos del séptimo arte. Este trabajo esta realizado a través de múltiples pistas de bases vocales, configurando un disco sorprendente.